# Raqqa Is Being Slaughtered Silently
Raqqa Is Being Slaughtered Silently é uma organização de Mídia independente para denunciar o EIIL em sua atuação na cidade de Raqqa, se tornado a única fonte direta de informação confiável na cidade.

## Atividades
O grupo publicou em primeira mão contas, vídeos e fotos de atividades e de crimes de guerra na cidade de Raqqa através de sua conta de Facebook, outros meios de comunicação social e através de entrevistas e material de mobiliário para organizações de mídia em todo o mundo. Como resultado, RSS tem sido citado pelos meios de comunicação internacionais bastante extensivamente, e os principais sites de notícias têm feito reportagens sobre o grupo. Uma vez que não há jornalistas estrangeiros ou sírios em em Raqqa, os esforços de noticiar fornecem uma visão única. O trabalho é perigoso, com os militantes ISIL tentando matar, e em pelo menos um caso, matando membros da RBISS na Turquia.

## Membros
De acordo com uma entrevista para o Vice News, havia originalmente 17 membros, que começaram oposição a República Árabe da Síria. Quando o EIIL mudou para a cidade em abril de 2014, o grupo começou a postar sobre o EI. Um membro que tinha fugido de Raqqa disse: "Depois que lançamos a campanha e postamos um monte de crucificações e execuções no Facebook e Twitter, eles fizeram três sermões de sexta-feira sobre nós, dizendo que somos infiéis e nós somos contra Allah e nós vamos ser pegos e que seremos executados. Nós somos 12 dentro da cidade e quatro fora.Pensamos em postar no Twitter e no Facebook, e falar com os jornalistas, mas é muito perigoso. Por isso, decidimos usar uma 'sala secreta', e as pessoas na cidade postar todas as fotos, a notícia, e tudo mais, e os quatro que estão fora, estamos postando-as na internet, Twitter e Facebook, e falando aos jornalistas. Nós nos escondemos atrás de nomes falsos e não confiar em ninguém, para não sermos capturados."
Vários membros do RBISS ter sido executados dentro de Raqqa. Em maio de 2014, Al-Moutaz Bellah Ibrahim foi seqüestrado por ISIL e assassinado. Em julho de 2015, ISIL divulgou um vídeo que mostra dois homens que estão sendo pendurados em árvores e metralhados. Apesar do EI afirmar que os dois homens assassinados havia trabalhado com RBISS, um dos fundadores da RBISS negou que eles eram membros. Um outro amigo do grupo foi executado de forma semelhante. Hamoud al-Mousa, o pai de um dos grupos de fundadores, foi morto em ISIL custódia. Em 30 de Outubro, 2015, o ativista do RBISS, Ibrahim Abdul Qadir (20 anos) e amigos de Fres Hamadi foram encontrados esfaqueados e decapitados em Urfa, na Turquia. Foi o primeiro assassinato reconhecido fora do território controlado pelo EI.
Abu Ibrahim (não utilizando o sobrenome publicamente) atua como um porta-voz. Pelo menos 5 membros do grupo vivem fora da Síria.
Em 16 de dezembro de 2015, homens mascarados assassinaram o membro do RBISS Ahmad Mohammed al-Mousa na cidade rebelde de Idlib, na Síria.

## Feitos
Quando o EI proibiu Lan Houses em Raqqah e forçou os usuários de internet em Ciber Cafés onde poderiam ser monitorados ao acessarem o RBISS, começaram a divulgar informação não filtrada sobre a vida sob o domínio ISIL.
Membros da RBISS também revelaram em primeira mão a história da fracassada operação dos Navy SEALs para salvar jornalista James Foley e os outros reféns.
Logo após o lançamento de um vídeo mostrando a incineração de um piloto da Jordânia em Muath Al-Kasasbeh, a RBISS liberou fotos aéreas das coordenadas, com a localização da execução, na parte sul de Raqqa perto da margem do Rio Eufrates.

## Prêmios e citações positivas com relação a organização
O grupo foi agraciado com o Prêmio Internacional da Liberdade de Imprensa, em 2015, do Committee to Protect Journalists. A citação dizia em parte "Enquanto RBISS foi formada para documentar as atrocidades do Estado Islâmico, seus membros também têm relatado criticas sobre bombardeios do governo Assad, outras forças rebeldes e as mortes de civis causadas por ataques aéreos liderados pelos EUA".
Kyle Orton escreveu para o The Independent e disse que "Os riscos são extremos. Sua coragem é extraordinária" e escreveu "Onde [ISIL] apresentou um funcionamento, apenas de se declarar governo, a RBISS mostrou a escassez e a brutalidade. Não há poucos combatentes estrangeiros lá... que estão travando uma "jihad" cinco estrelas... só para se desiludir ... que o [ISIL] está declaradamente tentando matá-los para impedi-los de sair. O trabalho de RBISS, portanto, oferece a oportunidade de impedir as pessoas inclinados a ideologia [de ISIL] de realmente ir para a Síria.